# Kapten Grogg i ballong
Kapten Grogg i ballong är en svensk animerad komedifilm från 1916 i regi av Victor Bergdahl. Filmen var den andra i en serie filmer om Kapten Grogg.

## Om filmen
Filmen spelades in i Svenska Biografteaterns ateljéer på Lidingö utanför Stockholm och premiärvisades den 27 november 1916 på biograf Röda Kvarn i Stockholm som utfyllnadsfilm till den amerikanska långfilmen Prins Virvelvind.
Filmen mottogs väl av kritikerna. En anonym anmälare skrev att filmen "är så laddad med humor att den uppväger åtskilliga s k lustspel." En annan tillika anonym recensent konstaterade att "den överdådigt roliga skämtfilmen av Victor Bergdahl som på premiären inhöstade livliga applåder."

## Handling
Filmen börjar med att Bergdahl själv framträder och tecknar första scenen: en ballong med Grogg och Kalle i en ballong. Under fortsättningen av filmen spelar dock ankaret huvudrollen. Ankaret plockar upp en far som slår sitt barn, för med sig en ung blyg dam och för henne till en groggfarbror i vattnet och räddar en man i Nilen från att bli uppäten av en krokodil. Senare sjunker ballongen ner i vulkanen Vesuvius och kommer upp igen med Grogg och Kalle hostandes rök. Ballongen går till slut sönder under oväder, men Grogg och Kalle kan rädda sig med hjälp av ett paraply.